# Gusa

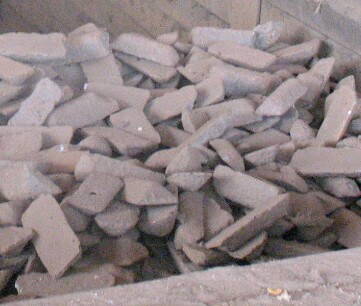
Gusa usada para fundição dúctil

O gusa é o produto imediato da redução do minério de ferro pelo coque ou carvão e calcário num alto forno. O gusa normalmente contém até 5% de carbono, o que faz com que seja um material quebradiço e sem grande uso direto.
Geralmente nos processos industriais, o ferro gusa é considerado como uma liga de ferro e carbono, contendo de 2,11% a 5,00% de carbono e outros elementos ditos residuais, como silício, manganês, fósforo e enxofre.
O gusa é vertido diretamente a partir do cadinho do alto forno para contentores para formar lingotes, ou usado diretamente no estado líquido em aciarias ou fundições. Os lingotes são então usados para produzir ferro fundido e aço, ao extrair-se o carbono em excesso.
Na Europa, o processo só se tornou comum a partir do século XIV.
| País           | Produção % |
| -------------- | ---------- |
| R. P. da China | 46,4       |
| Japão          | 9,7        |
| Rússia         | 5,9        |
| Estados Unidos | 4,3        |
| Ucrânia        | 3,8        |
| Brasil         | 3,7        |

Embora seja o sexto maior produtor, o Brasil é o maior exportador mundial de gusa.
«BNDES financia com R$ 30 milhões ampliação da produção de ferro gusa da Usipar». BNDES. 20 de agosto de 2008. Consultado em 17 de maio de 2022

O Brasil se destaca como o maior produtor mundial de ferro gusa a partir de carvão vegetal.[carece de fontes?]
Minas Gerais é o Estado com maior número de produtores, destacando as cidades de Timóteo, Itaúna, Sete Lagoas, Pitangui, Bom Despacho e Divinópolis como principais polos produtores.[carece de fontes?]

## Produção
Normalmente, o aço é fabricado a partir de oxigênio e óxido de ferro, na aciaria. Retirado o excesso de carbono, silício e fósforo, através de processos relativamente fáceis, resta a retirada do enxofre (dessulfuração), que é mais complicada .
o aço carbono é formado por uma pequena percentagem de ligas de carbono, e tem uma estrutura cristalina cúbica de corpo centrado (ccc).

## Inovações
A busca de eficiência no processo de dessulfuração do ferro gusa resultou em novos procedimentos e inovações em equipamentos, que aumentaram significativamente a qualidade final do aço e reduziram o consumo de energia, além de transformar um resíduo tóxico em material inerte. As conquistas são da equipe de pesquisa do Laboratório Interdisciplinar de Eletroquímica e Cerâmica da Universidade Federal de São Carlos (LIEC-UFSCar), em parceria com a Companhia Siderúrgica Nacional (CSN). A CSN atualmente produz 4,5 milhões de toneladas anuais de aço e já está operacionalizando as inovações.
Os processos atuais usam óxido de cálcio e carbonato de cálcio que reagem com o enxôfre, formando sulfeto de cálcio. Como a retirada do enxôfre não é muito eficiente, o aço chega a um padrão de qualidade 4 ou 5, numa escala de um a dez. "Acrescentamos carbeto de cálcio (conhecido como carbureto) e borra de alumínio (alumínio metálico), um resíduo da fabricação de alumínio, tóxico para as plantas", conta Elson Longo, da UFSCar, coordenador da pesquisa. "O alumínio eleva a temperatura do banho e melhora a dessulfuração, convertendo-se, ainda, de alumínio metálico em óxido de alumínio, que deixa de ser tóxico". Em seguida, é adicionada uma liga de magnésio e alumínio, ambos metálicos, e o resultado é um aço que chega a 10, na escala de qualidade.
As injeções dos elementos dessulfurizadores são feitas no carro torpedo — espécie de "esteira" na qual se faz o transporte do ferro gusa do alto forno para o conversor — de modo que não foi necessário fazer grande reformas na siderúrgica. O custo deste aço nobre, mesmo assim, é mais alto, porém a equipe também pensou num sistema de silos, que permite fabricar aço "a la carte", com o padrão de qualidade (e preço) definido pelos compradores.
À adaptação no sistema de fabricação, acrescentaram também uma modificação no revestimento do carro torpedo, que ganhou uma camada interna de cerâmica altamente refratária e uma tampa, com as quais deixou de perder calor — cerca de 40°C — em seu curto trajeto. Tais medidas, em conjunto, resultaram numa economia de energia de 17%. Para os altos fornos, que usam carvão coque ou mesmo carvão vegetal, isso também significa uma redução nas emissões de gases do efeito de estufa.